# Blang Ara (Pintu Rime Gayo)
Blang Ara is een bestuurslaag in het regentschap Bener Meriah van de provincie Atjeh, Indonesië. Blang Ara telt 252 inwoners (volkstelling 2010).